# 冈崎高之
冈崎高之（日语：／ Okazaki Takayuki，1940年3月28日—），日本男子田径运动员。他曾参加1960年夏季奥运会和1964年夏季奥运会比赛，还曾获得1962年亚洲运动会男子跳远金牌。